# ملاکوی
مُلّاکوی (به ترکی استانبولی: Mollaköy) یک منطقهٔ مسکونی در ترکیه است که در قسطمونی واقع شده‌است.